# Gottfried Marquard
Gottfried Matthias Marquard (Braunschweig, 2. lipnja 1864. -  Bad Homburg, 9. listopada 1918.) je bio njemački general i vojni zapovjednik. Tijekom Prvog svjetskog rata bio je načelnik stožera više korpusa i armija, te je zapovijedao 232. pješačkom divizijom.

## Vojna karijera
Gottfried Marquard rođen je 2. lipnja 1864. u Braunschweigu. U prusku vojsku stupio je 1883. godine služeći u pukovniji smještenoj u Saarburgu. Jedno vrijeme služio je i u Glavnom stožeru, da bi u travnju 1914. bio unaprijeđen u čin pukovnika.

## Prvi svjetski rat
Na početku Prvog svjetskog rata Marquard postaje načelnikom stožera X. pričuvnog korpusa kojim je zapovijedao Günther von Kirchbach. Deseti korpus se nalazio u sastavu 2. armije pod zapovjedništvom Karla von Bülowa, te je Marquard sudjelovao u uvodnim bitkama rata na Zapadnom bojištu poznatim pod nazivom Granične bitke. Marquard je 28. kolovoza 1914. ranjen, te je morao napustiti mjesto načelnika stožera X. korpusa. Nakon oporavka u prosincu 1914. postao je načelnikom stožera XXXIX. pričuvnog korpusa kojim je zapovijedao Otto von Lauenstein.
U ožujku 1915. Marquard postaje načelnikom stožera Armijske grupe Gallwitz kojom je zapovijedao general topništva Max von Gallwitz s kojom je sudjelovao u ofenzivi Gorlice-Tarnow. Nakon što je u kolovozu 1915. reorganizacijom navedene armijske grupe formirana 12. armija Marquard postaje njezinim načelnikom stožera. Ubrzo nakon toga Marquard postaje načelnikom stožera 11. armije koja je pod zapovjedništvom Maxa von Gallwitza ponovno formirana u svrhu invazije na Srbiju.
U ožujku 1916. Marquard postaje načelnikom stožera VII. pričuvnog korpusa, da bi tri mjeseca poslije postao načelnikom stožera VI. pričuvnog korpusa. Marquard je za uspješno zapovijedanje 27. kolovoza 1916. odlikovan ordenom Pour le Mérite nakon čega privremeno napušta vojsku. U studenom 1916. postaje ravnateljem Uprave za popunu Ministarstva rata koju dužnost obavlja sve do veljače 1918. kada postaje zapovjednikom 232. pješačke divizije. U međuvremenu, u kolovozu 1917. unaprijeđen je u čin general bojnika.

## Smrt
Marquard je 232. pješačkom divizijom zapovijedao do 22. rujna 1918. kada je zbog zdravstvenih razloga morao napustiti zapovjedništvo. Preminuo je ubrzo nakon toga 9. listopada 1918. u Bad Homburgu u 54. godini života.

## Vanjske poveznice
(eng.) Gottfried Marquard na stranici Prussianmachine.com